# 2006–2007-es spanyol férfi kézilabda-bajnokság (első osztály)
A Liga ASOBAL 2006–2007-es szezonja volt a spanyol férfi kézilabda-bajnokság 50. kiírása. A bajnokságban 16 csapat vett részt, a bajnok a BM Ciudad Real lett.

## Végeredmény
| #  | Csapat               | Gy | D  | V | P  | RG  | KG  | GK   | Pont |
| -- | -------------------- | -- | -- | - | -- | --- | --- | ---- | ---- |
| 1  | BM Ciudad Real       | 30 | 28 | 1 | 1  | 988 | 797 | 191  | 57   |
| 2  | Portland San Antonio | 30 | 25 | 3 | 2  | 931 | 772 | 159  | 53   |
| 3  | Caja España Ademar   | 30 | 23 | 3 | 4  | 937 | 819 | 118  | 49   |
| 4  | FC Barcelona-Cifec   | 30 | 22 | 2 | 6  | 966 | 845 | 121  | 46   |
| 5  | BM Valladolid        | 30 | 17 | 5 | 8  | 931 | 869 | 62   | 39   |
| 6  | CAI BM Aragón        | 30 | 17 | 0 | 13 | 907 | 891 | 16   | 34   |
| 7  | Fraikin Granollers   | 30 | 12 | 1 | 17 | 787 | 848 | -61  | 25   |
| 8  | JD Arrate            | 30 | 11 | 1 | 18 | 837 | 855 | -18  | 23   |
| 9  | BM Torrevieja        | 30 | 8  | 6 | 16 | 778 | 840 | -62  | 22   |
| 10 | Algeciras BM         | 30 | 8  | 5 | 17 | 798 | 891 | -93  | 21   |
| 11 | Keymare Almería      | 30 | 8  | 4 | 18 | 842 | 876 | -34  | 20   |
| 12 | BM Antequera         | 30 | 9  | 2 | 19 | 807 | 860 | -53  | 20   |
| 13 | BM Altea             | 30 | 8  | 4 | 18 | 813 | 857 | -44  | 20   |
| 14 | Darien Logroño       | 30 | 7  | 4 | 19 | 781 | 865 | -84  | 18   |
| 15 | Teka Cantabria       | 30 | 7  | 3 | 20 | 822 | 923 | -101 | 17   |
| 16 | Bidasoa Irún         | 30 | 7  | 2 | 21 | 770 | 887 | -117 | 16   |

|  | Bajnok, Bajnokok Ligája |
|  | Bajnokok Ligája         |
|  | KEK                     |
|  | EHF-kupa                |
|  | Kiesett                 |

## Góllövőlista
| Játékos         | Gól | Csapat               |
| --------------- | --- | -------------------- |
| Davor Cutura    | 221 | JD Arrate            |
| Eduardo Coelho  | 200 | Algeciras BM         |
| Hávard Tvedten  | 192 | CB Ciudad de Logroño |
| Alen Muratovic  | 189 | BM Valladolid        |
| Eric Gull       | 181 | BM Valladolid        |
| Iker Romero     | 172 | FC Barcelona-Cifec   |
| Juanín García   | 161 | FC Barcelona-Cifec   |
| Renato Vugrinec | 153 | Portland San Antonio |

## Legjobb kapusok
| Játékos                 | Védés | Lövés | Csapat               |
| ----------------------- | ----- | ----- | -------------------- |
| Iñaki Malumbres         | 315   | 1009  | JD Arrate            |
| Jorge Martínez          | 310   | 992   | CB Cantabria         |
| Danijel Saric           | 303   | 826   | CB Ademar León       |
| Vicente Alamo           | 286   | 881   | BM Granollers        |
| Diego Moyano            | 275   | 828   | CB Torrevieja        |
| Ole Everik              | 251   | 830   | CD Bidasoa           |
| José Manuel Sierra      | 247   | 827   | CB Valladolid        |
| Kasper Hvidt            | 223   | 648   | Portland San Antonio |
| Kostantinos Tsilimparis | 223   | 693   | Algeciras BM         |
| Sterbik Árpád           | 222   | 610   | BM Ciudad Real       |
| José Javier Hombrados   | 218   | 595   | BM Ciudad Real       |

## Külső hivatkozások
- A Liga ASOBAL honlapja[halott link]